# Бебрики
Бебрики (грец. Bebrykes) — назва жителів Віфінії на південному узбережжі «Понту Евксинського» (Чорного моря) та біля Пропонтиди.

## Походження
Топографічно й етнографічно пов'язані з племенами, які були спільниками троянців. Грецька міфологія пов'язує їх з часами Геракла та аргонавтів.
Згідно Страбону, вони були одним із фракійських племен, які проникли в Малу Азію з Європи. Згідно до інших джерел, бебрики жили у Віфінії до прибуття віфінів фракійського походження, тому що країна раніше звалася Бебрикія.
Частина лінгвістів розглядає назву «бебрики» як похідну від бригів або фригійців (тобто цей народ міг бути пов'язаним з фригійцями, які в історичний період жили трохи далі на схід).

## Міфологія
Згідно з легендою, бебриків перемогли Геракл та/або Діоскури, які вбили їхнього царя Мігдона або Аміка. Їхню землю віддали цареві Ліку з народу маріандинів, що збудував місто Гераклея Понтійська. Згідно з деякими джерелами, Амік був братом Мігдона і теж царем; обидва вони нібито були синами Посейдона та Мелії.
Грецька міфологія наводить дві різні думки про походження назви бебриків: або від імені жінки Бебрики, або від героя Бебрика.
Бебрика — можливо, той самий персонаж, як і Брика, дочка Даная, міфічного царя Лівії та Аравії (Аполлодор).
Цар на ім'я Бебрик вважався батьком Пірени, від якої походить назва Піренеїв.